# Temporada 2001 del Campeonato de España de F3
La Temporada 2001 del Campeonato de España de Fórmula 3 es la primera edición de este campeonato organizado por la entonces joven empresa GT Sport. Esta edición contó con 11 escuderías participantes, todas ellas españolas. El ganador del certamen fue Ander Vilariño logrando 6 victorias de 13 carreras y 10 vueltas rápidas. Subcampeón quedó Daniel Martín a 39 puntos de Ander y tercero quedó José Manuel Pérez-Aicart a 1 punto de Daniel.

## Calendario
Test
| N.º | Circuito               | Localización | Fecha     |
| --- | ---------------------- | ------------ | --------- |
| 1   | Circuito Ricardo Tormo | Cheste       | 9 de mayo |

Temporada
| Ronda | Ronda | Circuito               | Localización               | Fecha            |
| ----- | ----- | ---------------------- | -------------------------- | ---------------- |
| 1     | C1    | Circuito Ricardo Tormo | Cheste                     | 27 de mayo       |
| 1     | C2    | Circuito Ricardo Tormo | Cheste                     | 27 de mayo       |
| 2     | C1    | Circuito del Jarama    | San Sebastián de los Reyes | 24 de junio      |
| 2     | C2    | Circuito del Jarama    | San Sebastián de los Reyes | 24 de junio      |
| 3     | C1    | Autódromo do Estoril   | Estoril                    | 8 de julio       |
| 3     | C2    | Autódromo do Estoril   | Estoril                    | 8 de julio       |
| 4     | C1    | Circuito de Albacete   | Albacete                   | 16 de septiembre |
| 4     | C2    | Circuito de Albacete   | Albacete                   | 16 de septiembre |
| 5     | C1    | Circuito del Jarama    | San Sebastián de los Reyes | 7 de octubre     |
| 6*    | C1    | Circuito Ricardo Tormo | Cheste                     | 14 de octubre    |
| 6*    | C2    | Circuito Ricardo Tormo | Cheste                     | 14 de octubre    |
| 7     | C1    | Circuit de Catalunya   | Montmeló                   | 11 de noviembre  |
| 7     | C2    | Circuit de Catalunya   | Montmeló                   | 11 de noviembre  |

* Esta ronda iba a disputarse en el circuito de Jerez, pero fue reemplazada por el circuito de Cheste porque el primero se encontraba en obras.

## Tecnología
Para esta temporada fue homologado un único conjunto mecánico, consistiendo en un chasis equipado con un mismo tipo de motor para todos los equipos, a la vez de contar con un único proveedor de compuestos neumáticos.
| Características técnicas | Características técnicas |
| ------------------------ | ------------------------ |
| Marca y tipo de Chasis   | Dallara F300             |
| Motorización             | Toyota                   |
| Neumáticos               | D                        |

## Escuderías y pilotos participantes
| Escudería                | N.º | Pilotos                  | Icono | Rondas |
| ------------------------ | --- | ------------------------ | ----- | ------ |
| AOB Racing Engineering   | 1   | Ander Vilariño           |       | Todas  |
| AOB Racing Engineering   | 4   | Benjamin Poron           |       | 1–3    |
| AOB Racing Engineering   | 4   | Daniel Martín            |       | 4–7    |
| E.V. Racing              | 2   | Daniel Martín            |       | 1–3    |
| E.V. Racing              | 2   | Álvaro Parente           | C     | 4–7    |
| E.V. Racing              | 5   | Miguel Ramos             |       | Todas  |
| E.V. Racing              | 6   | Paul Robinson            |       | Todas  |
| Azteca MotorSport        | 3   | Frederic Haglund         |       | 1–2    |
| Azteca MotorSport        | 3   | Hannu Viinikainen        |       | 4–6    |
| Azteca MotorSport        | 3   | Jordi Palomeras          |       | 7      |
| Paco Ortí Racing - Elide | 7   | Peter Sundberg           |       | 1–4    |
| Paco Ortí Racing - Elide | 7   | César Campaniço          |       | 5–6    |
| Paco Ortí Racing - Elide | 7   | Diego Puyo               |       | 7      |
| Escuela Circuit Lois     | 8   | José Manuel Pérez-Aicart |       | Todas  |
| Escuela Circuit Lois     | 9   | Félix Porteiro           |       | Todas  |
| G-Tec                    | 10  | Philippe Bénoliel        |       | 1      |
| G-Tec                    | 10  | Jordi Palomeras          |       | 2      |
| G-Tec                    | 10  | Álvaro Parente           | C     | 3      |
| G-Tec                    | 10  | Ricardo Ferrando         |       | 6      |
| G-Tec                    | 10  | Pedro Salvador           |       | 7      |
| G-Tec                    | 11  | Ángel Romero             |       | 1, 4   |
| G-Tec                    | 11  | Abel Fajas               |       | 3      |
| G-Tec                    | 11  | Ricardo Ferrando         |       | 5      |
| G-Tec                    | 11  | Henri Niskanen           |       | 7      |
| Meycom Sport             | 12  | Carlos Martín            |       | 1      |
| Meycom Sport             | 12  | Juan Antonio del Pino    | C     | 2–7    |
| Meycom Sport             | 16  | Nassim Sidi Said         |       | 1–2    |
| Meycom Sport             | 16  | Ricardo Megre            |       | 3      |
| Meycom Sport             | 16  | Jordi Nogues             |       | 4–7    |
| GTA Motor Competición    | 14  | Lucas Guerrero           |       | Todas  |
| GTA Motor Competición    | 17  | Marcel Costa             |       | Todas  |
| Skualo Competición       | 15  | María de Villota         |       | 1–2    |
| Skualo Competición       | 15  | Emilio de Villota, Jr.   |       | 3–6    |
| Skualo Competición       | 15  | Sergi Yborra             |       | 7      |
| Skualo Competición       | 18  | Sergi Yborra             |       | 1–4    |
| Skualo Competición       | 18  | María de Villota         |       | 5–7    |

| Icono | Significado                   |
| ----- | ----------------------------- |
| C     | Puntuable para la Copa Junior |

## Clasificaciones

### Pilotos
- Sistema de puntuación:

| Pos | 1  | 2  | 3  | 4  | 5  | 6  | 7 | 8 | 9 | 10 | 11 | 12 | 13 | 14 | 15 | PP | VR |
| --- | -- | -- | -- | -- | -- | -- | - | - | - | -- | -- | -- | -- | -- | -- | -- | -- |
| Pts | 20 | 18 | 16 | 14 | 12 | 10 | 9 | 8 | 7 | 6  | 5  | 4  | 3  | 2  | 1  | 1  | 2  |

| Pos | Piloto                   | VAL | VAL | JAR | JAR | EST | EST | ALB | ALB | JAR | VAL | VAL | CAT | CAT | Retención | Pts |
| --- | ------------------------ | --- | --- | --- | --- | --- | --- | --- | --- | --- | --- | --- | --- | --- | --------- | --- |
| 1   | Ander Vilariño           | 1   | 3   | DSQ | 1   | 1   | 7   | 1   | 1   | 2   | Ret | 1   | 5   | Ret |           | 196 |
| 2   | Daniel Martín            | 7   | 4   | 7   | Ret | 7   | 4   | 3   | 3   | 7   | 2   | 3   | Ret | 1   |           | 157 |
| 3   | José Manuel Pérez-Aicart | Ret | 1   | 5   | 6   | 4   | 2   | 2   | 10  | 6   | 1   | 4   | DNS | 5   |           | 156 |
| 4   | Félix Porteiro           | 2   | DNS | 10  | 3   | 2   | 1   | 5   | 2   | 4   | Ret | 15  | Ret | 10  |           | 131 |
| 5   | Paul Robinson            | 5   | 6   | 3   | 4   | 13  | 3   | Ret | 11  | 5   | 7   | 6   | 9   | 7   | ?         | 123 |
| 6   | Peter Sundberg           | 3   | 2   | 1   | 2   | 3   | Ret | 4   | 4   |     |     |     |     |     |           | 120 |
| 7   | Marcel Costa             | 6   | 8   | 2   | 10  | Ret | 13  | 8   | 8   | 1   | 5   | 7   | 6   | Ret |           | 113 |
| 8   | Lucas Guerrero           | Ret | 7   | 4   | 7   | 5   | 6   | 9   | Ret | 9   | 8   | 8   | Ret | 9   |           | 91  |
| 9   | Jordi Nogués             |     |     |     |     |     |     | 7   | 5   | Ret | 3   | 2   | 3   | 2   |           | 89  |
| 10  | Miguel Ramos             | 10  | 9   | 9   | 8   | 8   | 8   | 10  | 9   | 10  | 10  | 12  | 10  | Ret | (83 - 4)  | 79  |
| 11  | Juan Antonio del Pino    |     |     | Ret | 13  | Ret | Ret | 11  | 7   | 11  | 4   | 9   | 4   | 3   |           | 73  |
| 12  | Álvaro Parente           |     |     |     |     | 9   | 9   | 12  | Ret | 12  | 9   | 13  | 8   | 6   |           | 50  |
| 13  | Hannu Viinikainen        |     |     |     |     |     |     | 6   | 6   | 3   | Ret | 5   |     |     |           | 48  |
| 14  | Frederic Haglund         | 4   | 5   | 8   | 5   |     |     |     |     |     |     |     |     |     |           | 46  |
| 15  | Jordi Palomeras          |     |     | 6   | 9   |     |     |     |     |     |     |     | 1   | 13  |           | 42  |
| 16  | Sergi Yborra             | 11  | 13  | 11  | Ret | 10  | 10  | Ret | 13  |     |     |     | Ret | 8   |           | 36  |
| 17  | Pedro Salvador           |     |     |     |     |     |     |     |     |     |     |     | 2   | 4   |           | 32  |
| 18  | Benjamin Poron           | 8   | 10  | Ret | 12  | 11  | 11  |     |     |     |     |     |     |     |           | 28  |
| 19  | Ricardo Megre            |     |     |     |     | 6   | 5   |     |     |     |     |     |     |     |           | 22  |
| 20  | María de Villota         | 12  | 12  | Ret | 11  |     |     |     |     | DNS | 12  | 14  | Ret | Ret |           | 19  |
| 21  | César Campaniço          |     |     |     |     |     |     |     |     | 8   | 6   | Ret |     |     |           | 18  |
| 22  | Emilio de Villota, jr.   |     |     |     |     | DSQ | Ret | 13  | 14  | 14  | 11  | 10  |     |     |           | 18  |
| 23  | Henri Niskanen           |     |     |     |     |     |     |     |     |     |     |     | 7   | 12  |           | 13  |
| 24  | Nassim Sidi Said         | 9   | 11  | DSQ | Ret |     |     |     |     |     |     |     |     |     |           | 12  |
| 25  | Diego Puyo               |     |     |     |     |     |     |     |     |     |     |     | 11  | 11  |           | 10  |
| 26  | Abel Fajas               |     |     |     |     | 12  | 12  |     |     |     |     |     |     |     |           | 8   |
| 27  | Ricardo Ferrando         |     |     |     |     |     |     |     |     | 13  | Ret | 11  |     |     |           | 8   |
| 28  | Ángel Romero             | 15  | 14  |     |     |     |     | Ret | 12  |     |     |     |     |     |           | 7   |
| 29  | Philippe Bénoliel        | 13  | Ret |     |     |     |     |     |     |     |     |     |     |     |           | 3   |
| 30  | Carlos Martin            | 14  | 15  |     |     |     |     |     |     |     |     |     |     |     |           | 3   |
| Pos | Piloto                   | VAL | VAL | JAR | JAR | EST | EST | ALB | ALB | JAR | VAL | VAL | CAT | CAT | Retención | Pts |

| Color     | Resultado                                                               |
| --------- | ----------------------------------------------------------------------- |
| Oro       | Ganador                                                                 |
| Plata     | 2.ª plaza                                                               |
| Bronce    | 3.ª plaza                                                               |
| Verde     | Finalizó en los puntos                                                  |
| Azul      | Finalizó sin puntos                                                     |
| Azul      | NC - No clasificado                                                     |
| Violeta   | Ret - No terminó (Carrera)                                              |
| Rojo      | DNQ - No se clasificó                                                   |
| Negro     | DSQ - Descalificado                                                     |
| Blanco    | DNS - No empezó (carrera)                                               |
| Blanco    | WD - Retirado (fin de semana)                                           |
| Blanco    | C - Carrera cancelada                                                   |
| Sin color | DNP - Inscrito pero no participó                                        |
| Sin color | INJ - Lesionado                                                         |
| Sin color | EX - Excluido                                                           |
| Estado    | Resultado                                                               |
| Negrita   | Pole position                                                           |
| Cursiva   | Vuelta rápida                                                           |
| †         | Abandona, pero clasifica al completar el porcentaje requerido para ello |

### Escuderías
- Sistema de puntuación:

| Pos    | 1  | 2 | 3 | 4 | 5 |
| ------ | -- | - | - | - | - |
| Puntos | 10 | 8 | 6 | 4 | 3 |

| Pos | Escudería                | N.º C. | VAL | VAL | JAR | JAR | EST | EST | ALB | ALB | JAR | VAL | VAL | CAT | CAT | Retención | Pts |
| --- | ------------------------ | ------ | --- | --- | --- | --- | --- | --- | --- | --- | --- | --- | --- | --- | --- | --------- | --- |
| 1   | AOB Racing Engineering   | 1      | 1   | 3   | DSQ | 1   | 1   | 7   | 1   | 1   | 2   | Ret | 1   | 5   | Ret |           | 113 |
| 1   | AOB Racing Engineering   | 4      | 8   | 10  | Ret | 12  | 11  | 11  | 3   | 3   | 7   | 2   | 3   | Ret | 1   |           | 113 |
| 2   | Escuela Circuit Lois     | 8      | Ret | 1   | 5   | 6   | 4   | 2   | 2   | 10  | 6   | 1   | 4   | DNS | 5   | (97 - 3)  | 94  |
| 2   | Escuela Circuit Lois     | 9      | 2   | DNS | 10  | 3   | 2   | 1   | 5   | 2   | 4   | Ret | 15  | Ret | 10  | (97 - 3)  | 94  |
| 3   | Meycom Sport             | 12     | 14  | 15  | Ret | 13  | Ret | Ret | 11  | 7   | 11  | 4   | 9   | 4   | 3   |           | 48  |
| 3   | Meycom Sport             | 16     | 9   | 11  | DSQ | Ret | 6   | 5   | 7   | 5   | Ret | 3   | 2   | 3   | 2   |           | 48  |
| 4   | Paco Ortí Racing - Elide | 7      | 3   | 2   | 1   | 2   | 3   | Ret | 4   | 4   | 8   | 6   | Ret | 11  | 11  |           | 46  |
| 5   | E.V. Racing              | 2      | 7   | 4   | 7   | Ret | 7   | 4   | 12  | Ret | 12  | 9   | 13  | 8   | 6   |           | 30  |
| 5   | E.V. Racing              | 5      | 10  | 9   | 9   | 8   | 8   | 8   | 10  | 9   | 10  | 10  | 12  | 10  | Ret |           | 30  |
| 5   | E.V. Racing              | 6      | 5   | 6   | 3   | 4   | 13  | 3   | Ret | 11  | 5   | 7   | 6   | 9   | 7   |           | 30  |
| 6   | Azteca MotorSport        | 3      | 4   | 5   | 8   | 5   |     |     | 6   | 6   | 3   | Ret | 5   | 1   | 13  |           | 29  |
| 7   | GTA Motor Competición    | 14     | Ret | 7   | 4   | 7   | 5   | 6   | 9   | Ret | 9   | 8   | 8   | Ret | 9   |           | 28  |
| 7   | GTA Motor Competición    | 17     | 6   | 8   | 2   | 10  | Ret | 13  | 8   | 8   | 1   | 5   | 7   | 6   | Ret |           | 28  |
| 8   | G-Tec                    | 10     | 13  | Ret | 6   | 9   | 9   | 9   |     |     |     | Ret | 11  | 2   | 4   |           | 12  |
| 8   | G-Tec                    | 11     | 15  | 14  |     |     | 12  | 12  | Ret | 12  | 13  |     |     | 7   | 12  |           | 12  |
| 9   | Skualo Competición       | 15     | 12  | 12  | Ret | 11  | DSQ | Ret | 13  | 14  | 14  | 11  | 10  | Ret | 8   |           | 0   |
| 9   | Skualo Competición       | 18     | 11  | 13  | 11  | Ret | 10  | 10  | Ret | 13  | DNS | 12  | 14  | Ret | Ret |           | 0   |
| Pos | Escudería                | N.º C. | VAL | VAL | JAR | JAR | EST | EST | ALB | ALB | JAR | VAL | VAL | CAT | CAT | Retención | Pts |

## Estadísticas

### Pilotos
| Pos. | Piloto                   | Carreras disputadas | Victorias | Porcentaje de victorias | Podios | Poles | Vueltas rápidas | Puntos |
| ---- | ------------------------ | ------------------- | --------- | ----------------------- | ------ | ----- | --------------- | ------ |
| 1    | Ander Vilariño           | 13                  | 6         | 46,2%                   | 8      | 7     | 7               | 196    |
| 2    | Daniel Martín            | 13                  | 1         | 7,7%                    | 5      | 1     | 3               | 157    |
| 3    | José Manuel Pérez-Aicart | 12                  | 2         | 16,6%                   | 4      |       | 1               | 156    |
| 4    | Félix Porteiro           | 12                  | 1         | 8,3%                    | 4      | 2     |                 | 131    |
| 5    | Paul Robinson            | 13                  |           |                         | 2      |       |                 | 123    |
| 6    | Peter Sundberg           | 8                   | 1         | 12,5%                   | 5      | 2     | 1               | 120    |
| 7    | Marcel Costa             | 13                  | 1         | 7,7%                    | 2      | 1     |                 | 113    |
| 8    | Lucas Guerrero           | 13                  |           |                         |        |       |                 | 91     |
| 9    | Jordi Nogués             | 7                   |           |                         | 4      |       |                 | 89     |
| 10   | Miguel Ramos             | 13                  |           |                         |        |       |                 | 79     |
| 11   | Juan Antonio del Pino    | 11                  |           |                         | 2      |       |                 | 73     |
| 12   | Álvaro Parente           | 9                   |           |                         |        |       |                 | 50     |
| 13   | Hannu Viinikainen        | 5                   |           |                         | 1      |       |                 | 48     |
| 14   | Frederic Haglund         | 4                   |           |                         |        |       |                 | 46     |
| 15   | Jordi Palomeras          | 4                   | 1         | 25%                     | 1      |       | 1               | 42     |
| 16   | Sergi Yborra             | 10                  |           |                         |        |       |                 | 36     |
| 17   | Pedro Salvador           | 2                   |           |                         | 1      |       |                 | 32     |
| 18   | Benjamin Poron           | 6                   |           |                         |        |       |                 | 28     |
| 19   | Ricardo Megre            | 2                   |           |                         |        |       |                 | 22     |
| 20   | María de Villota         | 8                   |           |                         |        |       |                 | 19     |
| 21   | César Campaniço          | 3                   |           |                         |        |       |                 | 18     |
| 22   | Emilio de Villota, jr.   | 7                   |           |                         |        |       |                 | 18     |
| 23   | Henri Niskanen           | 2                   |           |                         |        |       |                 | 13     |
| 24   | Nassim Sidi Said         | 4                   |           |                         |        |       |                 | 12     |
| 25   | Diego Puyo               | 2                   |           |                         |        |       |                 | 10     |
| 26   | Abel Fajas               | 2                   |           |                         |        |       |                 | 8      |
| 27   | Ricardo Ferrando         | 3                   |           |                         |        |       |                 | 8      |
| 28   | Ángel Romero             | 4                   |           |                         |        |       |                 | 7      |
| 29   | Philippe Bénoliel        | 2                   |           |                         |        |       |                 | 3      |
| 30   | Carlos Martin            | 2                   |           |                         |        |       |                 | 3      |

### Escuderías
| Pos. | Escudería                | Carreras disputadas | Victorias | Podios | Poles | Vueltas rápidas | Puntos |
| ---- | ------------------------ | ------------------- | --------- | ------ | ----- | --------------- | ------ |
| 1    | AOB Racing Engineering   | 26                  | 7         | 13     | 8     | 9               | 113    |
| 2    | Escuela Circuit Lois     | 24                  | 3         | 8      | 2     | 1               | 94     |
| 3    | Meycom Sport             | 26                  |           | 6      |       |                 | 48     |
| 4    | Paco Ortí Racing - Elide | 13                  | 1         | 5      | 2     | 1               | 46     |
| 5    | E.V. Racing              | 39                  |           | 2      |       | 1               | 30     |
| 6    | Azteca MotorSport        | 11                  | 1         | 2      |       | 1               | 29     |
| 7    | GTA Motor Competición    | 26                  | 1         | 2      | 1     |                 | 28     |
| 8    | G-Tec                    | 19                  |           | 1      |       |                 | 12     |
| 9    | Skualo Competición       | 25                  |           |        |       |                 | 0      |

### Nacionalidades
| Pilotos                  | Pilotos     | Pilotos     | Pilotos    |
| CCAA                     | País        | Continente  | Total = 30 |
| ------------------------ | ----------- | ----------- | ---------- |
| Cataluña = 6             | España = 19 | Europa = 29 | Total = 30 |
| Andalucía = 3            | España = 19 | Europa = 29 | Total = 30 |
| Comunidad Valenciana = 3 | España = 19 | Europa = 29 | Total = 30 |
| Comunidad de Madrid = 2  | España = 19 | Europa = 29 | Total = 30 |
| Aragón = 1               | España = 19 | Europa = 29 | Total = 30 |
| Castilla y León = 1      | España = 19 | Europa = 29 | Total = 30 |
| Islas Canarias = 1       | España = 19 | Europa = 29 | Total = 30 |
| País Vasco = 1           | España = 19 | Europa = 29 | Total = 30 |
| Portugal = 5             |             | Europa = 29 | Total = 30 |
| Francia = 2              |             | Europa = 29 | Total = 30 |
| Suecia = 2               |             | Europa = 29 | Total = 30 |
| Finlandia = 2            |             | Europa = 29 | Total = 30 |
| Argelia = 1              | Argelia = 1 | África = 1  | Total = 30 |

| Escuderías                     | Escuderías | Escuderías | Escuderías |
| CCAA                           | País       | Continente | Total = 9  |
| ------------------------------ | ---------- | ---------- | ---------- |
| Comunidad Valenciana = 2 + 1/2 | España = 9 | Europa = 9 | Total = 9  |
| Comunidad de Madrid = 2 + 1/2  | España = 9 | Europa = 9 | Total = 9  |
| Cataluña = 2                   | España = 9 | Europa = 9 | Total = 9  |
| Andalucía = 2                  | España = 9 | Europa = 9 | Total = 9  |